# Isomerasi
In biochimica una isomerasi (numero EC 5) è un enzima che catalizza l'interconversione tra due isomeri. Le isomerasi catalizzano dunque reazioni come la seguente.
A → B

## Nomenclatura
Il nome sistematico di ogni isomerasi è composto nel modo seguente: "[Nome substrato] isomerasi" (come avviene ad esempio per la trioso fosfato isomerasi). In ogni caso, spesso si usa la terminologia "[Nome substrato] [tipo di isomerasi]", come avviene ad esempio per la fosfoglucomutasi.

## Classificazione
Le isomerasi sono classificate, attraverso la classificazione internazionale EC, nella categoria EC 5. Esistono inoltre 6 ulteriori sottoclassi, costituite in base al tipo di reazione catalizzata dall'enzima.
- EC 5.1: sono inclusi gli enzimi che catalizzano la produzione di racemi (racemasi) e di epimeri (epimerasi);
- EC 5.2: sono inclusi gli enzimi che catalizzano l'isomerizzazione di isomeri geometrici (cis-trans isomerasi);
- EC 5.3: sono incluse ossidoreduttasi intramolecolari;
- EC 5.4: sono incluse transferasi intramolecolari (dette mutasi);
- EC 5.5: sono incluse liasi intramolecolari;
- EC 5.99: sono incluse altre isomerasi.